# Jon Stephenson von Tetzchner
Jon Stephenson von Tetzchner (1967. augusztus 29. Reykjavík, Izland) az Opera Software társalapítója és korábbi vezérigazgatója.
Ő és Geir Ivarsøy egy fejlesztési csoport tagjai voltak a norvég Telenor telefontársaságnál, ahol többek között a Multitorg Opera nevű böngészőt fejlesztették. A Telenor később feladta a projektet, de Geir és Jon megszerezte a szoftver jogait, 1995-ben megalapították saját vállalatukat, és tovább folytatták a böngésző fejlesztését, immár Opera név alatt. Az Opera Software jelenleg már 800 embert alkalmaz, és jelen van az oslói tőzsdén is.
2005. április 21-én Jon azt a kijelentést tette, hogy ha az új Opera 8 böngésző letöltéseinek száma négy nap alatt eléri az egymilliót, akkor átússza az Atlanti-óceánt Norvégiából az Egyesült Államokba. Mivel az egymilliót elérték, az Opera Software bejelentette, hogy Jon állja a szavát. Az Opera weboldalán később megjelent a valójában komolytalan vállalkozás gyors és komikus „kudarca”.
Tetzchner 2010. január 5-én mondott le a vezérigazgatói posztról, helyét Lars Boilesen vette át.  Tanácsadóként még másfél évig az Opera Softwarenél dolgozott, de 2011. június 25-én távozott a cégtől.

## Külső hivatkozások
- Opera Software